# MBLAQ
MBLAQ (кор. 엠 블랙, яп. エム ブラック) — південнокорейський бой-бенд, створений співаком, актором і продюсером Rain, який виступає під лейблом J.Tune Camp. До складу гурту входять: Синхо, Джіо та Мір. Колишні учасники: Лі Джун та Чондун. Дебют MBLAQ відбувся 15 жовтня 2009 року на концерті Legend of Rainism. 14 жовтня 2009 року гурт випустив свій дебютний сингл-альбом Just BLAQ, який потрапив у різні онлайн та офлайн чарти у Південній Кореї.
16 грудня 2014 було оголошено, що Джун та Чондун покинули гурт, щоб зосередитися на своїх сольних кар'єрах.

## Назва
Назва гурту — акронім від «Music Boys Live in Absolute Quality» (музичні хлопці живуть в абсолютній якості).

## Кар'єра
Дебют MBLAQ відбувся 9 жовтня 2009 року на концерті Рейну Legend of Rainism. На телебаченні гурт з'явився 15 жовтня 2009 року на музичному шоу Mnet M! Countdown з композицією «Oh Yeah!». Але перед цим 14 жовтня вийшов їх перший кліп на цю пісню і в той же день дебютний сингл «Just BLAQ».
До офіційного дебюту в ній складався Кім Санбе (19 квітня 1991), який покинув її за особистими обставинами. Його можна побачити на першому фотосете. Чондун з'явився у складі MBLAQ йому на зміну.

## Учасники
| Сценічний псевдонім | Сценічний псевдонім | Сценічний псевдонім | Справжнє ім'я | Справжнє ім'я  | Справжнє ім'я | Дата народження             | Позиція в гурті                             | Місце народження        |
| Українською         | Латиницею           | Хангилем            | Українською   | Латиницею      | Хангилем      | Дата народження             | Позиція в гурті                             | Місце народження        |
| ------------------- | ------------------- | ------------------- | ------------- | -------------- | ------------- | --------------------------- | ------------------------------------------- | ----------------------- |
| Синхо               | Seungho             | 승호                | Ян Синхо      | Yang Seungho   | 양승호        | 16 жовтня 1987 (37 років)   | Лідер, головний танцюрист, ведучий вокаліст | Сеул, Південна Корея    |
| Джіо                | G.O                 | 지오                | Чон Бьонхі    | Jung Byunghee  | 정병희        | 6 листопада 1987 (37 років) | Головний вокаліст                           | Чханвон, Південна Корея |
| Мір                 | Mir                 | 미르                | Пан Чольйон   | Bang Cheolyong | 방철용        | 10 березня 1991 (34 роки)   | Головний репер, вокаліст, макне             | Чансон, Південна Корея  |
| Колишні учасники    |                     |                     |               |                |               |                             |                                             |                         |
| Лі Джун             | Lee Joon            | 이준                | Лі Чансон     | Lee Changsun   | 이창선        | 7 лютого 1988 (37 років)    | Головний танцюрист, вокаліст                | Сеул, Південна Корея    |
| Чондун              | Thunder             | 천둥                | Пак Санхьон   | Park Sanghyun  | 박상현        | 7 жовтня 1990 (34 роки)     | Ведучий репер, ведучий вокаліст, вокаліст   | Пусан, Південна Корея   |

## Дискографія
- BLAQ Style (2011)

## Концерти та тури
- MBLAQ Concert «Blaq Style» (2011)
- MBLAQ Concert «Your Luv» (2011)
- MBLAQ Concert «Men in MBLAQ» (2011)
- MBLAQ Concert «Hello My A+» (2012)
- MBLAQ The 1st Asia Tour «The BLAQ% Tour» (2012)
- MBLAQ Concert In Mexico (2013)
- MBLAQ Sensation Zepp Tour (2013)
- MBLAQ Global Tour Concert «Sensation» (2013)
- MBLAQ Concert «MPARTY» (2014)
- MBLAQ Concert Summer Vacation In Tokyo (2014)
- MBLAQ Concert «Thank You» (2014)
- MBLAQ Curtain Call (2014)